# Brook House Football Club
O Brook House Football Club é um clube de futebol da Inglaterra situado na cidade de Hayes e fundado em 1974. Em 2007 o clube mudou seu nome para Association Football Club Hayes. Nesse período, disputou a nona divisão de futebol da Inglaterra, após ter sido rebaixado da Southern League Division One Central..
Em 27 de maio de 2022, conforme comunicado em seu Twitter oficial, o clube resolveu reassumir seu nome de origem.

## Títulos
- Spartan South Midlands League Premier Division South: 1997–1998[3]

- Middlesex Senior Cup: 2008–2009[4]